# Blitz sur Southampton

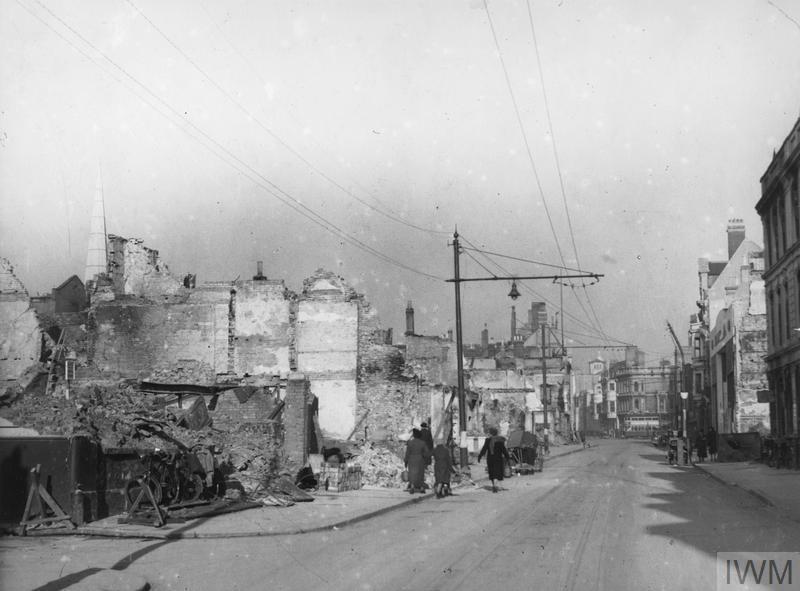
Rue de Southampton après les raids aériens du 30 novembre et du 1 décembre 1940.

Le Blitz sur Southampton a été le bombardement intensif de Southampton par la Luftwaffe de l'Allemagne nazie pendant la seconde Guerre Mondiale. Il était l'objectif principal dans la première phase du Blitz.
Southampton a beaucoup souffert des raids aériens à grande échelle pendant la Seconde Guerre mondiale. En tant que grande ville portuaire de la côte sud, c'était une cible stratégique importante pour la Luftwaffe. Il y a eu cinquante-sept attaques en tout, mais le sang-froid s'est estompé par plus de 1 500 alarmes. L'A. R. P. (Air Raid Precautions Département) rapporte que plus de 2 300 bombes ont été larguées, soit plus de 470 tonnes d'explosifs de grande puissance. Plus de 30 000 engins incendiaires ont été largués sur la ville. Près de 45 000 bâtiments ont été endommagés ou détruits, dont la plus grande partie de la rue High Street. Selon certaines informations, la lueur de la  tempête de feu de Southampton pourrait être observée jusqu'à Cherbourg, sur la côte française. La propagande nazie déclarait que de la ville avaient été laissés dans un état de ruines fumantes.
Des 57 raids aériens, le pire a été de loin les 23 et 30 novembre et le 1er décembre 1940 et ces attaques sont généralement appelées "Blitz de Southampton". Pendant cette période de trois jours, une grande partie du centre-ville a été détruite, dont les églises All Saints, Holyrood et de Sainte Mary, bien que celle de Saint-Michael en échappe avec seulement des dommages mineurs, prétendument parce que la flèche a été utilisée par les bombardiers allemands comme point de repère et que leurs pilotes ont reçu l'ordre de ne pas la frapper. Au total, Southampton a perdu sept églises au cours du blitz, ainsi que l'Audit House, l'Ordnance Survey offices et de nombreux magasins, des usines et des maisons.
Les dernières victimes des raids aériens dans la ville ont été un petit raid sur les banlieues de la ville en mai 1941 et le 8 juillet 1941 dans la région de Victory Crescent, Millbrook avec la perte d'au moins trois vies. Le dernier raid majeur de plus de 50 bombardiers a eu lieu en juin 1942, après quoi le pire fut passé. Il y a eu occasionnellement des bombes simples et en 1944, les deux seules bombes volantes V1 qui ont atterri sur la ville ont été les dernières à tomber dans la région.

## Victimes
Parmi les victimes de l'attaque à la bombe figurait Edgar L. Perry, qui avait travaillé comme trimmer à bord du RMS Titanic. Perry, qui avait survécu au naufrage, périt avec sa femme le 23 novembre 1940 alors qu'ils cherchaient un abri contre les bombardements.